# جيمس بي. فريزر
جيمس بي. فريزر (بالإنجليزية: James B. Frazier)‏ هو محامي وسياسي أمريكي، ولد في 18 أكتوبر 1856 في تينيسي في الولايات المتحدة، وتوفي بنفس المكان في 28 مارس 1937. حزبياً، نشط في الحزب الديمقراطي. وقد انتخب حاكم تينيسي ‏ وانتخب عضو مجلس الشيوخ الأمريكي.